# Hilde Bussmann
Hildegard 'Hilde' Bussmann (Düsseldorf, 24 november 1914 - 10 januari 1988) was een Duits tafeltennisspeelster. Ze werd in Caïro 1939 wereldkampioene in zowel het dubbelspel met Gertrude Pritzi als in het landentoernooi met de 'nationale' vrouwenploeg. Deze bestond op dat moment uit speelsters uit zowel Duitsland als Oostenrijk, dat een jaar eerder door nazi-Duitsland werd geannexeerd.

## Sportieve loopbaan
Bussmann nam tussen 1934 en 1951 deel aan zes edities van de wereldkampioenschappen. Behalve in 1939 was ze ook in Praag 1936 en Baden 1937 lid van een Duitse nationale ploeg die de eindstrijd in het landentoernooi haalde. Beide gingen toen nog verloren, eerst tegen Tsjecho-Slowakije en vervolgens tegen de Verenigde Staten.

De derde en vierde pogingen waren wel raak voor Bussmann en kwamen beide in 1939, op het laatste WK voordat de Tweede Wereldoorlog het evenement zeven jaar van de kalender verjaagde. In de finale van het vrouwendubbel versloeg ze samen met tweevoudig wereldkampioene enkelspel Gertrude Pritzi het Roemeense duo Angelica Rozeanu/Sari Szasz-Kolosvary. Met het nationale team nam Bussman in de eindstrijd revanche op de Tsjecho-Slowaakse ploeg, waarvan net als drie jaar daarvoor Marie Kettnerová en Vera Votrubcová deel uitmaakten.
Bussmann werd zeven keer Duits kampioen enkelspel. Ze speelde competitie in clubverband in eigen land voor achtereenvolgens Verein SSV Oberkassel, Borussia Düsseldorf en Eintracht Frankfurt.